# Суперкупа на България 2013
Финалът за Суперкупата на България през 2013 г. е единадесетият мач от такъв тип. Срещата се играе между шампиона и носителя на купата на страната за изминалия сезон. Финалът през 2013 противопоставя Лудогорец като шампион и Берое като носител на купата на България. Двата отбора излизат един срещу друг за първи път в историята в спор за суперкупата, като и за двата отбора това е втори финал. За Берое това е и втори финал, който завършва наравно в редовното време, но този път Берое печели суперкупата след загубения финал през 2010 от Литекс с 1:2 (в редовното време 1:1).
| 10 юли 2013 г. 20:30 |

| Лудогорец   | 1–1 (сл.пр.) | Берое       |
| ----------- | ------------ | ----------- |
| Дяков 45+2' | Доклад       | Христов 27' |

| Васил Левски Съдия: Георги Йорданов |

|                                      | Дузпи |                                              |
| Платини Златински Марселиньо Стоянов | 3—5   | Андонов Иванов Христов Крумов Елиаш да Силва |

| Лудогорец | Берое |

| Лудогорец: |    |                   |  |     |
|            |    |                   |  |     |
| ВР         | 21 | Владислав Стоянов |  |     |
| ДБ         | 4  | Теро Мянтюля      |  |     |
| ЦЗ         | 27 | Космин Моци       |  | 82' |
| ЦЗ         | 77 | Витиня            |  | 69' |
| ЛБ         | 80 | Жуниор Кайсара    |  |     |